# Mika Selander
Mika Selander (Mänttá, 24 de diciembre de 1965 -Madrid, 11 de abril de 2023)
fue un músico, compositor y productor polivalente español. Entre sus trabajos se encuentran muy distintos estilos y artistas, como por ejemplo Tino Casal, Xil Ríos, Ketama, Greta y los Garbo, Los Pekenikes, José el Francés, Las Supremas de Móstoles, Helena Bianco (Los Mismos), Los Chichos, etc... También se puede destacar varios trabajos en los canales de televisión CNN+, Cuatro, TVE, Tele 5 y Telemadrid y su trabajo en la banda sonora de la película "Yo soy la Juani" de Bigas Luna, Hanna & Mika Selander), así como la canción oficial de la Vuelta Ciclista a España de 2007.

## Biografía
Con catorce años realiza su primera actuación como cantante y guitarrista, con quince años comienza con el grupo local Pieni Kahvi (Finlandia) y realiza las primeras grabaciones de sus propias composiciones que le ponen en contacto con el ya legendario grupo Sueco de reggae
* 1982: Se traslada a Suecia, Norrköping.
* 1984: Comienza como guitarra solista en el grupo Kalle Baah y realiza varias giras con ellos.
* 1985: Graba como guitarra solista el álbum debut del grupo Kalle Baah (disco ya clásico de reggae Sueco).
* 1987: Es miembro del grupo pop Lady Bianco, con el que consigue un contrato discográfico en España.
* 1988: Se traslada a Madrid, España.
* 1989: Arregla y compone el disco de Bianco y realiza varias actuaciones con el grupo. También compone y produce el primer "jingle" publicitario para Telepizza.
* 1990: Arregla y compone el disco de chotis "Movida del Mantón" de Mari Pepa de Chamberi en los estudios Musitron (enlace roto disponible en Internet Archive; véase el historial, la primera versión y la última)...Es guitarrista en la gira de promoción del disco de Casal Histeria de Tino Casal Trabaja de músico de estudio y de arreglista en el disco debut de Greta y los Garbo, disco que incluye el hit single "Menuda fiesta" y comienza como guitarra en las giras del grupo.
* 1991: Colabora en la producción de "Alma Pa'Gente con Alma" de Ketama (PolyGram), arreglada por Michel Camilo...En el 2º disco de Greta y los Garbo "Llamad a Mister Brown" (Fonomusic)...En el 1º disco de La Barberia del Sur (Nuevos Medios)...En el disco "Nosa Galicia de Xil Rios (Meiru RCDS)...En el disco "Sangre Gitana" de Los Chichos (Philips)...En el disco "Toda una década con Los Mismos" de Helena Bianco...y en el disco "A otra cosa mariposa" de Mari Pepa de Chamberí ([Stylo])...
* 1992: Trabaja de músico de estudio y de arreglista en el disco "Calor"  del grupo gallego Pecado (Fonomusic)...En el disco "Las calles de San Blas" álbum debut de José el Francés (enlace roto disponible en Internet Archive; véase el historial, la primera versión y la última). junto a Los Carmona (Ketama (Nuevos Medios)...En el disco "Tierra fértil" del grupo Huida (Dial)...Guitarra en las giras de Greta y los Garbo (enlace roto disponible en Internet Archive; véase el historial, la primera versión y la última). y produce el disco "Ciudad de las palomas" del cantautor Javier Cuenca (Salamandra).
* 1993: Trabaja de músico de estudio y arreglista en el disco "Tinto con sifón" de Mari Pepa de Chamberí (Jazmin)...en el disco "Búscame" de Greta y los Garbo y sigue de guitarrista en las giras del grupo, produciendo también el 3º disco "Cuestión de tiempo" de Terapia Nacional(Salamandra).
* 1994: Produce el disco "Aquarium" del grupo Estrategia (Salamandra)y temas para Tele 5, programa de Paco Morales{...guitarrista en las giras de Greta y los Garbo.
* 1995: Produce temas para Tele 5, programa de Paco Morales...compone y produce con José el Francés la canción "Volveremos a ser felices" del disco "Somos perfectos" (Nuevos Medios)...guitarra en las giras de Greta y los Garbo.
* 1996 a 1999: Trabaja de director técnico y artístico de Greta y los Garbo, realiza numerosas actuaciones y girs nacionales, mas otras patrocinadas por marcas comerciales como Larios, Sennheiser, Mazda y Telefónica entre otros.
* 1999: Comienza como profesor de música actual en la Escuela Municipal de Música y Danza Joaquin Rodrigo (San Martín de Valdeiglesias), actividad que sigue en la actualidad.
* 2000: Funda los estudios de grabación Audio Active junto a José Manuel Castro.
* 2001: Produce el disco del grupo "Stoned again" y el videoclip de la canción "I don't believe in you".
* 2002: Produce el disco debut del grupo andaluz Radio Macandé (Universal Music Group).
* 2003: Dirige y organiza el Festival Cultural Valdepop en la localidad San Martín de Valdeiglesias (Madrid).Este festival, dirigido a nuevos talentos, se ha convertido en una tradición anual.
* 2004 a 2005: Produce varios discos a nuevos talentos para El Séptimo Sello.
* 2006: Compone con Hanna 6 canciones para el disco debut "Pura Hanna" (Universal Music Group).
* 2007: Compone con Hanna la canción "Como la vida" que se convierte en la sintonía oficial de La Vuelta Ciclista a España 2007 (Universal Music)...Compone y produce la versión de la BSO "Yo soy la Juani" de Bigas Luna, la canción "Como en un mar eterno" (Universal Music)...Produce el 2º disco de Radio Macandé "Buena onda" (El Séptimo Sello)...Arregla y produce el álbum "Un planeta y sol" del cantautor flamenco Diego Cruz, en el colaboran artistas de la talla de Carlos Beceiro de la Musgaña y Pipi Macandé, guitarra flamenca del grupo Radio Macandé. También Patrick Qmoh, fundador del legendario grupo reggae Afrobrass y la cantante Marian LLanos, José Manuel Castro a cargo del estudio.
* 2008: Compone y produce todo el contenido musical de CNN+...produce el disco "Philadelphia Disco Party" de Las Supremas de Móstoles (El Séptimo Sello).
* 2009: Compone y produce la música de informativos, programas de deporte y meteorología de canal Cuatro...produce el 4º disco de Radio Macandé "Callejeros" con el éxito "La Lola"...actúa en Suecia, Norrköping, como artista invitado en el concierto 30 aniversario del grupo Kalle Baah.
* 2010: Realiza un espectáculo en Guadalajara, México para el grupo B*Great (Greta y Sandro Bianchi), en la presentación oficial de Castilla y León en la Expo Guadalajara...comienza a componer y producir sus temas en varios idiomas,y coopera con profesionales en Finlandia, Inglaterra, Alemania, Francia y Australia entre otros.
* 2011: Se convierte en miembro oficial del mítico grupo instrumental Los Pekenikes, realizando varias actuaciones en directo, entrevistas de radio, prensa y televisión.
* 2012: Es finalista en el concurso anual de tangos en Finlandia, con su composición "Mestaaja",Seinäjoki Tango Festival...actúa como guitarrista en The Mediterranean Festival of Al HoceimaRiff, Marruecos, con músicos Marroquíes, Argelinos y Rifeños...Produce un disco a Bluesman Frank Blackfield (Francia).
* 2013: Compone, dirige y produce un programa musical para "Fusión Sonora"  en Tele 5 con Mika Selander Late Night Band. Dirige y patrocina el 10º Aniversario del Festival Cultural Valdepop.Compone y graba con Mika Selander Blues Band para el programa de TVE "es música" .Compone el tema "Vamos a Bailar" (rumba flamenca) para CD y DVD de "Zumba GH Edition". Compone y produce medio millar de piezas musicales para la ambientación musical de varios programas principales de Mediaset España.